# Miloš Sádlo
Miloš Sádlo (13. dubna 1912, Praha – 14. října 2003) byl český violoncellista.
Miloš Sádlo, původním jménem Miloslav Zátvrzský, byl žákem profesora Karla Pravoslava Sádla, po němž převzal umělecký pseudonym. Studoval také u legendárního španělského hudebníka Pabla Casalse. Jako sólista začal působit v roce 1929. Intenzivně se věnoval komorní hře, byl členem Pražského kvarteta, Českého a Sukova tria. Unikátní jsou jeho nahrávky s Davidem Oistrachem a Dmitrijem Šostakovičem. V roce 1963 byl prvním interpretem objeveného Koncertu pro violoncello a orchestr C dur Josepha Haydna.